# Juan Vert
Juan Vert, katalánsky Joan Vert, celým jménem Juan Bautista Vert Carbonell, (22. dubna 1890 Carcaixent, provincie Valencia, Španělsko – 16. února 1931 Madrid) byl španělský hudební skladatel. Je znám svými zarzuelami, které komponoval společně s Reverianem Soutullem.

## Život
Narodil se 2. dubna 1890 v Carcaixentu ve španělské provincii Valencia. Základní hudební vzdělání získal u varhaníka a dirigenta místního orchestru Enrique Casanovy a učitele z koleje La Conceptión Manuela Ferranda. Vstoupil na konzervatoř ve Valencii, kde byl jeho profesorem harmonie a skladby Emilio Vega.
Od roku 1911 pokračoval ve studiu na konzervatoři v Madridu. Finančně ho podporoval výrobce hudebních nástrojů Andrés Marín Terz, jehož sestřenici Maríi Ortegovou si v roce 1916 vzal za manželku. V témže roce rovněž absolvoval konzervatoř. Získal první cenu za harmonii i za skladbu.
Jeho dvě první samostatné kompozice, zarzuely Las vírgenes paganas (1917) a El Versalles madrileño (1918) získaly jisté uznání. V roce 1919 uzavřel hudební partnerství se skladatelem Reverianem Soutullem (1880–1932), se kterým pak komponoval všechna další jevištní díla až do konce svého života. Hned jejich první společná práce El capricho de una reina (1919) měla slušný ohlas, ale velkého úspěchu dosáhli o rok později zarzuelou Guitarras y bandurrias.
Zemřel v Madridu 16. února 1931 ve věku 40 let.

## Jevištní díla
- 1917 Las vírgenes paganas (libreto Enrique García Alvarez a Félix Garzo)
- 1918 El Versalles madrileño
- 1919 El capricho de una reina (spolupráce Reveriano Soutullo, libreto Antonio Paso a Antonio Vidal y Moya)
- 1919 La Garduña (spolupráce Reveriano Soutullo, libreto Antonio Paso a José Rosales Méndez)
- 1919 Justicias y ladrones, opereta (spolupráce Reveriano Soutullo)
- 1920 La Guillotina (spolupráce Reveriano Soutullo, libreto Pastor)
- 1920 Guitarras y bandurrias (spolupráce Reveriano Soutullo, libreto Francisco García Pacheco a Antonio Paso)
- 1921 Los hombrecitos (spolupráce Reveriano Soutullo, libreto Enrique Calonge)
- 1921 La Paloma del barrio (spolupráce Reveriano Soutullo)
- 1921 Las perversas (spolupráce Reveriano Soutullo, libreto Alfonso Lapena Casañas a Alfonso Muñoz)
- 1922 La venus de Chamberí (spolupráce Reveriano Soutullo, libreto Fernando Luque )
- 1923 La conquista del mundo (spolupráce Reveriano Soutullo, libreto Fernando Luque)
- 1923 La piscina del Buda (spolupráce Reveriano Soutullo a Vicent Lleó, libreto Antonio Paso a Joaquín Dicenta)
- 1923 El regalo de boda (spolupráce Reveriano Soutullo, libreto Fernando Luque)
- 1924 La leyenda del beso (spolupráce Reveriano Soutullo, libreto Enrique Reoyo, Antonio Paso a Silva Aramburu)
- 1924 La chica del sereno (spolupráce Reveriano Soutullo)
- 1925 La casita del guarda (spolupráce Reveriano Soutullo, libreto Enrique Calonge)
- 1925 Primitivo y la Gregoria o el amor en la Prehistoria (spolupráce Reveriano Soutullo, libreto Fernando Luque a Enrique Calonge)
- 1925 Encarna, la misterio (spolupráce Reveriano Soutullo, libreto Enrique Calonge a Fernando Luque)
- 1927 La del soto del Parral (spolupráce Reveriano Soutullo, libreto Anselmo C. Carreño a Luis Fernández de Sevilla)
- 1927 El último romántico (spolupráce Reveriano Soutullo, libreto José Tellaeche)
- 1928 Las Maravillosas, revue (spolupráce Reveriano Soutullo)
- 1930 Las Pantorrillas (spolupráce Reveriano Soutullo, libreto Joaquin Mariño a Francisco García Laygorri)
- El capricho de Margot (spolupráce Reveriano Soutullo)
- Las aventuras de Colón